# Iancu Jianu, Olt
Iancu Jianu là một xã thuộc hạt Olt, România. Dân số thời điểm năm 2002 là 4462 người.